# Gyé-sur-Seine
« Gyé » redirige ici. Ne pas confondre avec Gye.
Pour les articles homonymes, voir Gyé.
Gyé-sur-Seine est une commune française, située dans le département de l'Aube en région Grand Est.

## Géographie
Gyé-sur-Seine est un village viticole de la vallée de la Seine dans l'Aube situé dans la Côte des Bar, à 10 km à vol d'oiseau au sud de Bar-sur-Seine, 53 km à l'ouest de Chaumont, 21 km au nord-est de Châtillon-sur-Seine, 38 km au nord-ouest de Tonnerre et à 39 km au sud-est de Troyes.
Il se trouve dans l;a zone d'emploi de Troyes et dans le bassin de vie de Bar-sur-Seine.

### Communes limitrophes
Les communes limitrophes sont  Courteron, Essoyes, Landreville, Les Riceys, Loches-sur-Ource, Mussy-sur-Seine, Neuville-sur-Seine et Plaines-Saint-Lange.

### Géologie et relief
La superficie de la commune est de 23,66 km2 ; son altitude varie de 169  à   333 mètres.

### Hydrographie

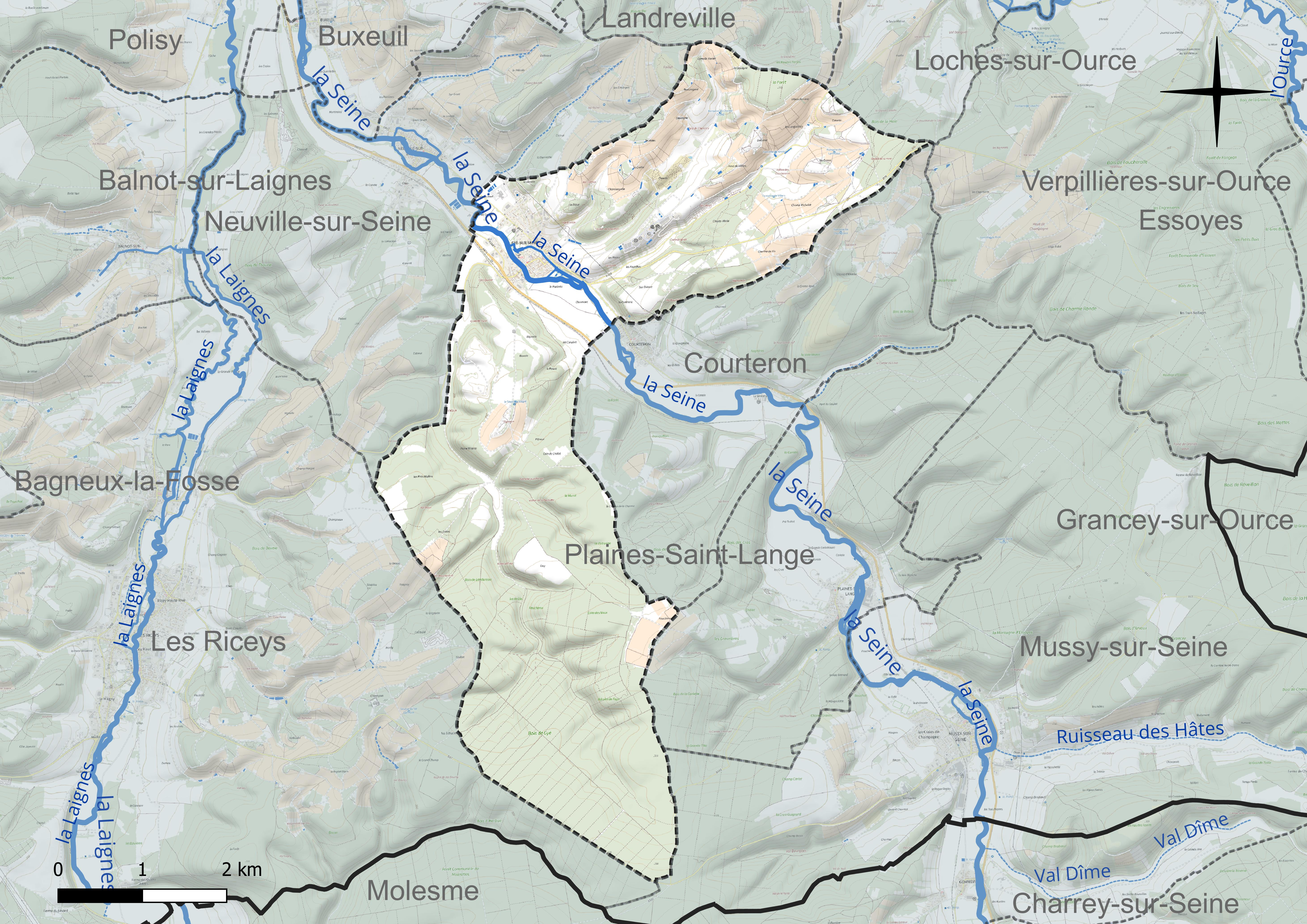
Réseau hydrographique de Gyé-sur-Seine.

La commune est dans la région hydrographique « la Seine de sa source au confluent de l'Oise (exclu) » au sein du bassin Seine-Normandie.
Elle est drainée par la Seine, un fleuve long de 775 km qui coule dans le Bassin parisien et notamment dans le département de l’Aube en le traversant du sud-est au nord-ouest et irrigue la commune dans sa partie centrale,.

### Climat
Pour des articles plus généraux, voir Climat du Grand Est et Climat de l'Aube.
En 2010, le climat de la commune est de type climat des marges montargnardes, selon une étude du Centre national de la recherche scientifique s'appuyant sur une série de données couvrant la période 1971-2000. En 2020, Météo-France publie une typologie des climats de la France métropolitaine dans laquelle la commune est exposée à un climat océanique altéré et est dans la région climatique Lorraine, plateau de Langres, Morvan, caractérisée par un hiver rude (1,5 °C), des vents modérés et des brouillards fréquents en automne et hiver.
Pour la période 1971-2000, la température annuelle moyenne est de 10,4 °C, avec une amplitude thermique annuelle de 15,7 °C. Le cumul annuel moyen de précipitations est de 811 mm, avec 12,7 jours de précipitations en janvier et 8,4 jours en juillet. Pour la période 1991-2020, la température moyenne annuelle observée sur la station météorologique de Météo-France la plus proche, « Celles-sur-ource », sur la commune de Celles-sur-Ource à 6 km à vol d'oiseau, est de 11,4 °C et le cumul annuel moyen de précipitations est de 747,2 mm. 
La température maximale relevée sur cette station est de 40,6 °C, atteinte le 25 juillet 2019 ; la température minimale est de −15 °C, atteinte le 1er mars 2005,,.
Les paramètres climatiques de la commune ont été estimés pour le milieu du siècle (2041-2070) selon différents scénarios d'émission de gaz à effet de serre à partir des nouvelles projections climatiques de référence DRIAS-2020. Ils sont consultables sur un site dédié publié par Météo-France en novembre 2022.

## Urbanisme

### Typologie
Au 1er janvier 2024, Gyé-sur-Seine est catégorisée commune rurale à habitat dispersé, selon la nouvelle grille communale de densité à 7 niveaux définie par l'Insee en 2022.
Elle est située hors unité urbaine et hors attraction des villes,.

### Occupation des sols

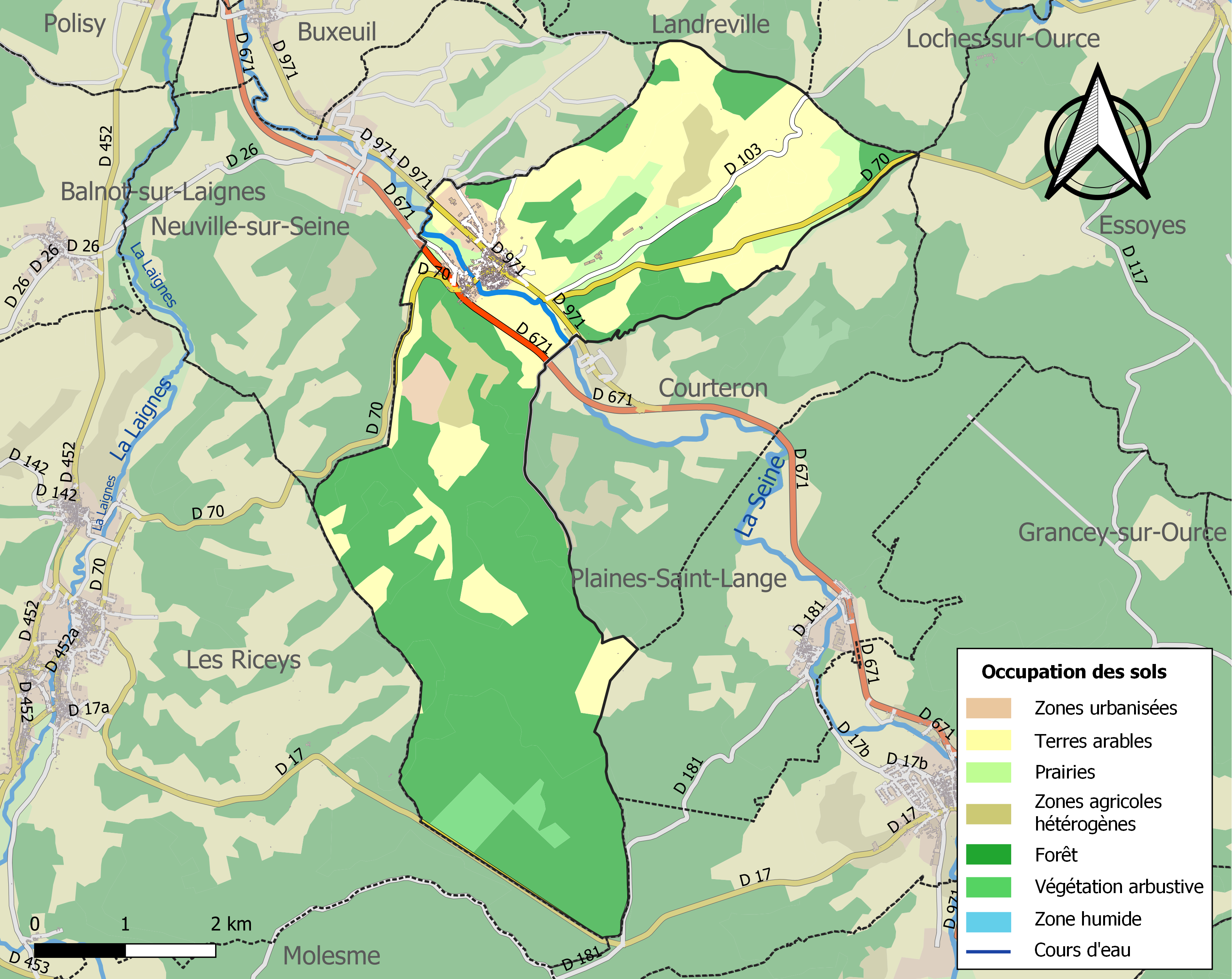
Carte des infrastructures et de l'occupation des sols de la commune en 2018 (CLC).

L'occupation des sols de la commune, telle qu'elle ressort de la base de données européenne d’occupation biophysique des sols Corine Land Cover (CLC), est marquée par l'importance des forêts et milieux semi-naturels (57,5 % en 2018), une proportion sensiblement équivalente à celle de 1990 (57,2 %). La répartition détaillée en 2018 est la suivante : 
forêts (55 %), terres arables (14,9 %), cultures permanentes (14,8 %), prairies (5,6 %), zones agricoles hétérogènes (3,5 %), zones urbanisées (2,6 %), milieux à végétation arbustive et/ou herbacée (2,5 %), mines, décharges et chantiers (1,1 %).
L'évolution de l’occupation des sols de la commune et de ses infrastructures peut être observée sur les différentes représentations cartographiques du territoire : la carte de Cassini (XVIIIe siècle), la carte d'état-major (1820-1866) et les cartes ou photos aériennes de l'IGN pour la période actuelle (1950 à aujourd'hui).

### Habitat et logement
En2016 et  2021, le nombre total de logements dans la commune était de 307, alors qu'il était de 299 en 2011.
Parmi ces logements, 70,5 % étaient des résidences principales, 5,7 % des résidences secondaires et 23,8 % des logements vacants. Ces logements étaient pour 95,5 % d'entre eux des maisons individuelles et pour 4,5 % des appartements.
Le tableau ci-dessous présente la typologie des logements à Gyé-sur-Seine en 2021 en comparaison avec celle de l'Aube et de la France entière. Une caractéristique marquante du parc de logements est ainsi une proportion de résidences secondaires et logements occasionnels (5,7 %) supérieure à celle du département (4,9 %) mais inférieure à celle de la France entière (9,7 %).
| Typologie                                               | Gyé-sur-Seine | Aube | France entière |
| ------------------------------------------------------- | ------------- | ---- | -------------- |
| Résidences principales (en %)                           | 70,5          | 85,8 | 82,2           |
| Résidences secondaires et logements occasionnels (en %) | 5,7           | 4,9  | 9,7            |
| Logements vacants (en %)                                | 23,8          | 9,3  | 8,1            |

## Toponymie
Du nom de personne latin Gaius + acum.

## Histoire

### Moyen Âge
Mouvant du comté de Champagne, la seigneurie - châtellenie de Gyé (ou Gié) appartient aux seigneurs de Chappes. Béatrice de Chappes épouse vers 1270 Jean de Til-Châtel seigneur de Coublanc : mais ils ont de gros problèmes d'argent et doivent céder de nombreux biens : ainsi Gyé est engagé (1277, 1278, 1293) puis vendu (vers 1296-99) au duc Robert II de Bourgogne.
Gyé passe aux Capétiens par le mariage de Marguerite de Bourgogne fille de Robert II avec Louis X le Hutin, puis à la branche capétienne cadette d'Evreux-Navarre, Jeanne, fille de Marguerite, ayant épousé son cousin Philippe comte d'Evreux (le tuteur de Jeanne était son oncle maternel le duc de Bourgogne Eudes). Leur fille Jeanne de Navarre transmet Gyé aux Rohan-Guéméné par son mariage avec le vicomte Jean Ier de Rohan, avec succession dans la branche cadette des Rohan-Guéméné.
(Mais avec une interruption à la fin du Moyen Âge pendant la guerre de Cent Ans : le chancelier Rollin, fidèle à sa politique d'acquisitions avides pas toujours très honnêtes avec l'appui du duc de Bourgogne son protecteur, maître de fait d'une bonne part de la Champagne, spolie Charles Ier de Rohan-Guéméné et reçoit Gyé confisqué, avec la forteresse. Nicolas Rolin eut aussi Ricey-le-Bas dans le voisinage. Puis les Rolin doivent restituer Gyé aux Rohan-Guéméné sous Louis XI).
Le petit-fils de Charles Ier est le célèbre maréchal de Gié Pierre de Rohan, vicomte de Fronsac puis comte de Guise par ses deux mariages.
Il y avait une maladrerie à Gyé en 1397, qui accueillait aussi les habitants de Courteron et Neuville. Avec les guerres en Champagne, elle est citée comme ruinée en 1609 et sa remise en état coûta 400 Livres ; elle est réunie à l'hôpital de Bar-sur-Aube en 1695 et existait encore en 1830.
On a peu de données concernant le château de Gyé : il est cité une tour en la forteresse pour des réparations en 1278, 1293, qui sont autorisées par le duc de Bourgogne. Le château comprend alors une chapelle où est dite journellement la messe, un pont-levis sur des fossés. Le duc en achète une partie à Jean et Renaud de Gyé avant d'en avoir toute la jouissance par l'abandon de la terre et seigneurie par Béatrice dame de Gyé et Coublant en 1299. La  forteresse est occupée de 1358 à 1360 par les troupes anglo-navarraises qui l'évacuent après le traité de Brétigny.

### Temps modernes

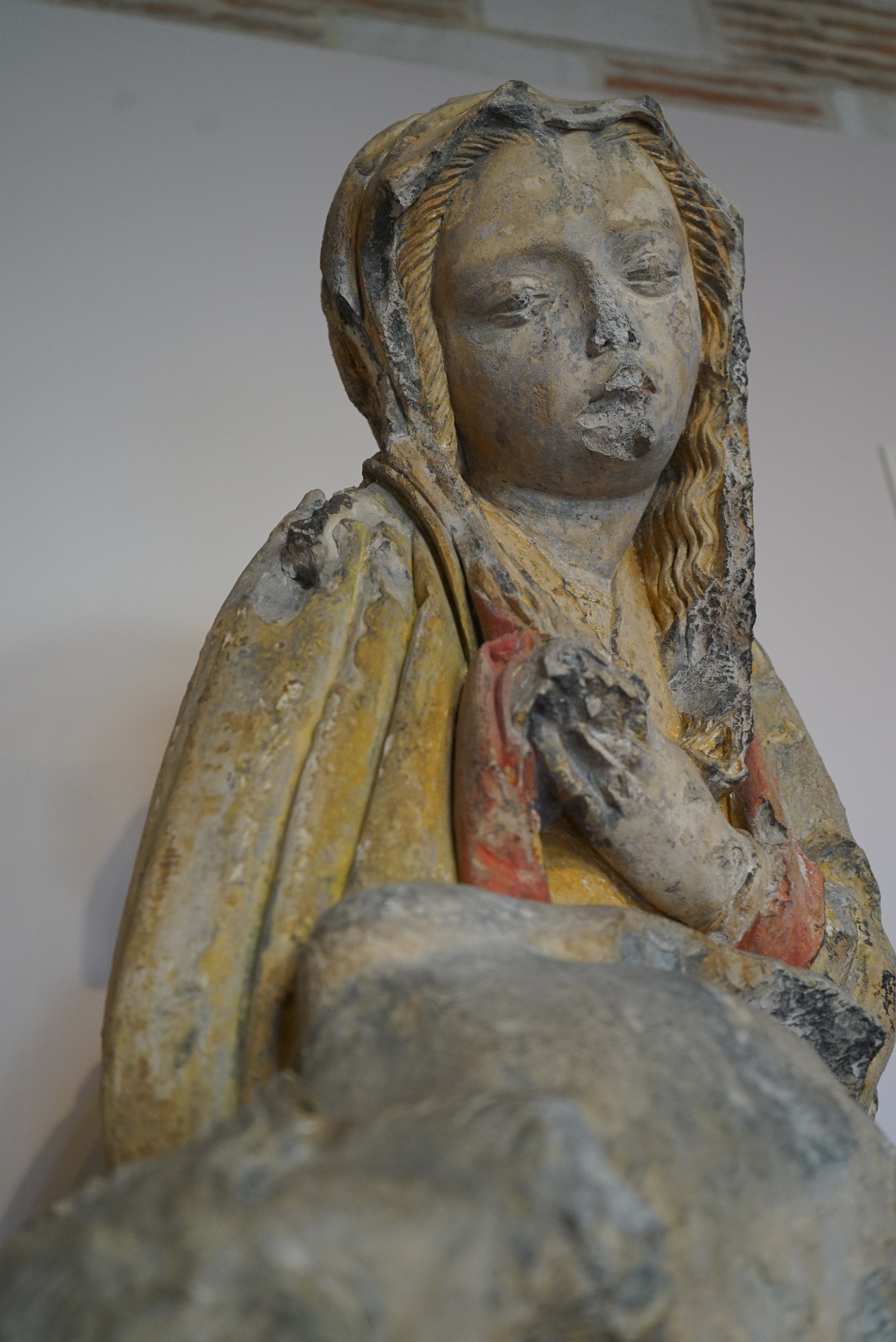
Détail de la Marie de Pitié du début du XVIe siècle, provenant de l'église de Gyé et préservée au Musée de Vauluisant à Troyes.

Françoise, l'arrière-petite-fille du maréchal, fait passer Gyé aux Balzac d'Entragues par son mariage avec François de Balzac (mort en 1613, gouverneur d'Orléans, arrière-petit-fils de Robert (1440-1503) ; de son second mariage avec Marie Touchet, l'ancienne favorite de Charles IX, il a ensuite Catherine-Henriette marquise de Verneuil, favorite d'Henri IV, et Marie-Charlotte maîtresse du maréchal de Bassompierre). César de Balzac d'Entragues, mort vers 1629, fils de Françoise de Rohan-Gyé et François de Balzac, donc demi-frère de la marquise de Verneuil, légue Gyé à son neveu Léon d'Illiers de Balzac d'Entragues (mort en 1664 ou 1669), fils de son autre sœur, germaine celle-ci, Catherine-Charlotte (femme de Jacques d'Illiers, de la Maison de Vendôme-Montoire). Les Illiers de Balzac d'Entragues sont faits marquis d'Illiers et de Gié, et souvent appelés marquis d'Entragues.

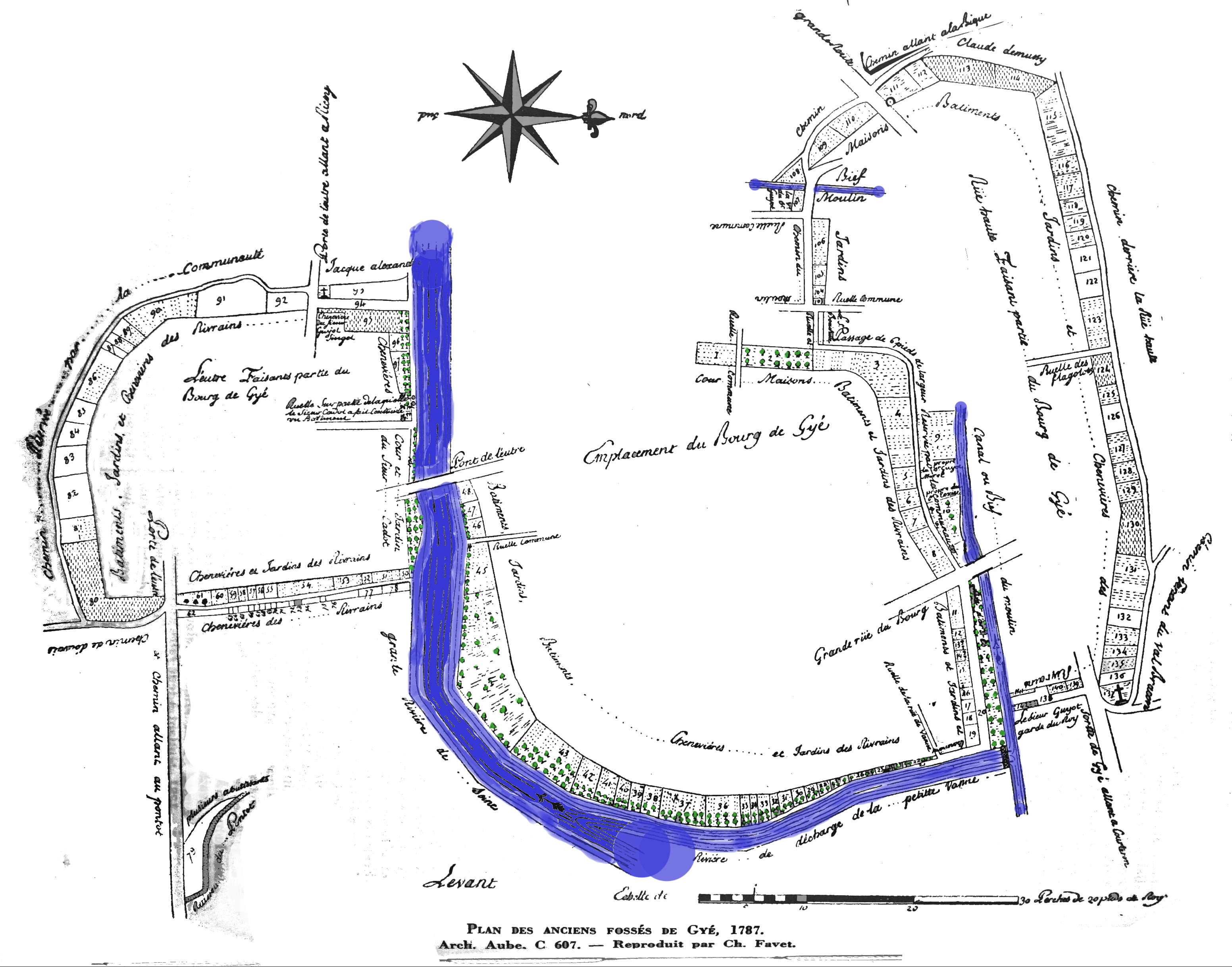
Carte des anciens fossés de Gué en 1787.

Il ne subsiste du château qu'un pavillon carré en 1770 dans l'inventaire de la vente de M. de Montmort. Les habitants ont alors lm'obligation d'entretenir le pont car ils vivent entre les deux enceintes de la forteresse et François Ier leur permet de relever les murs de la cité.
En 1789, le village dépend de l'intendance et de la généralité de Châlons, de l'élection de Bar-sur-Aube, et était le siège d'un bailliage seigneurial dépendant du bailliage de Sens et comprenant une partie de Courteron, Gyé, Neuville-sur-Seine, Vitry-le-Croisé.

### Époque contemporaine
De 1882 au 2 mars 1969, la commune  est  traversée par la ligne de chemin de fer de Troyes à Gray, qui, venant du nord-ouest de la gare de Polisot, suit la rive gauche de la Seine, passe à l'ouest du village, s'arrête à la gare de Gyé-sur-Seine et se dirige ensuite au sud-est vers la gare de Plaines-Saint-Lange.
Les bâtiments de la gare sont encore présents de nos jours, rue La Gueule des Vaux.
L'horaire montre qu'en 1914, quatre trains s'arrêtaient chaque jour  à la gare de Gyé  dans le sens Troyes-Gray et quatre autres dans l'autre sens.

À une époque où le chemin de fer était le moyen de déplacement le plus pratique, cette ligne connaissait un important trafic de passagers et de marchandises.
À partir de 1950, avec l'amélioration des routes et le développement du transport automobile, le trafic ferroviaire périclite et la ligne est  fermée le 2 mars 1969 au trafic voyageurs puis désaffectée.

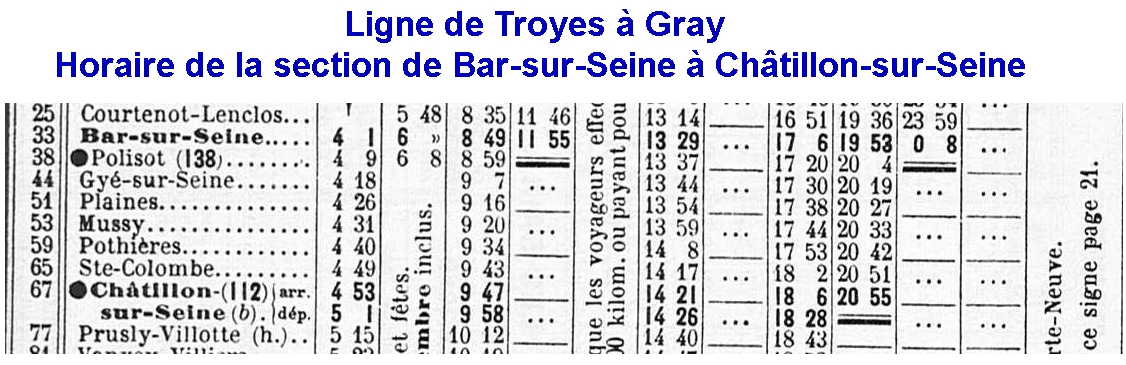
Horaire de mai 1914 de la section de Bar-sur-Seine à Châtillon-sur-Seine
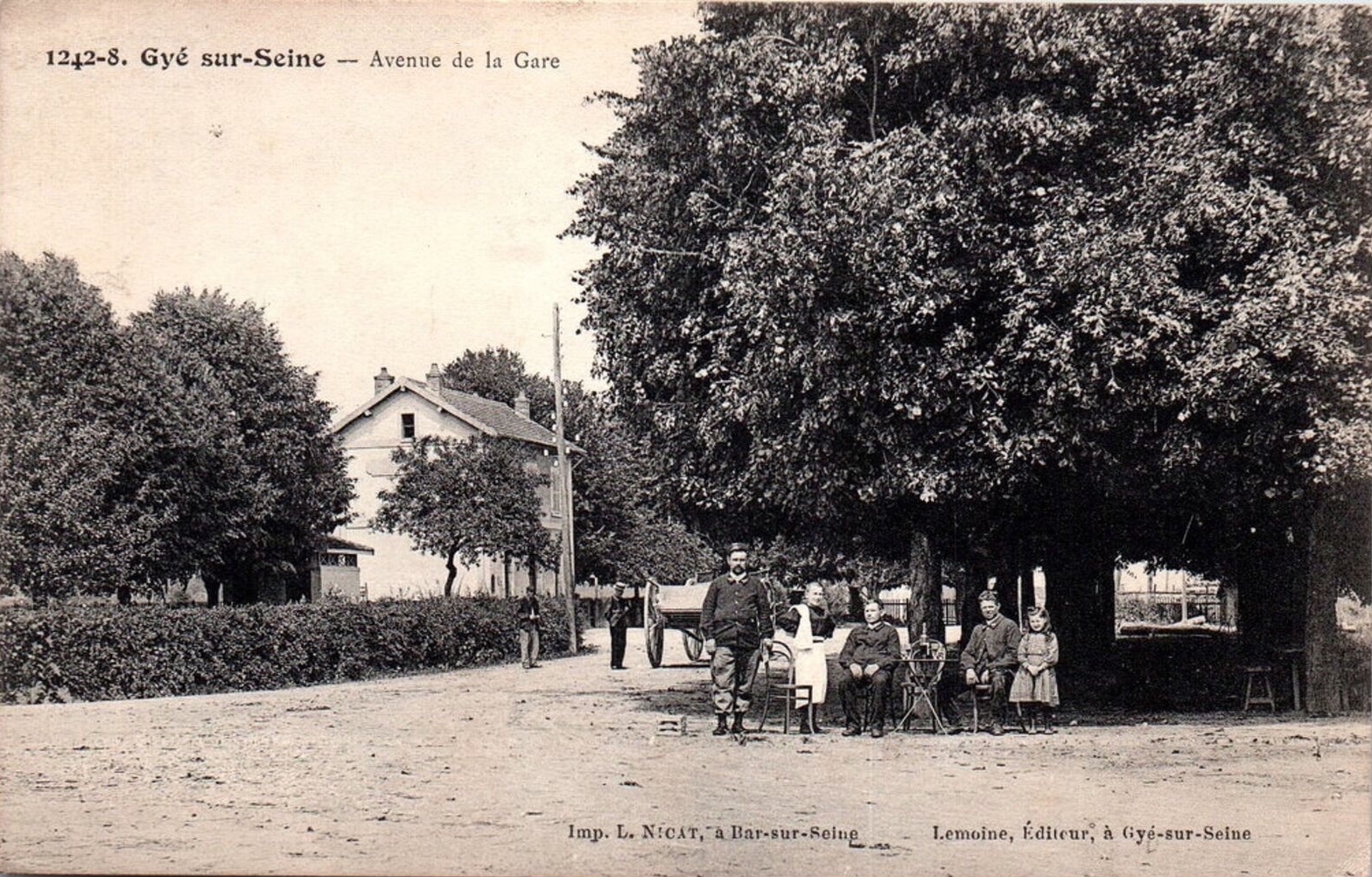
La gare de Gyé-sur-Seine, côté rue, vers 1910.
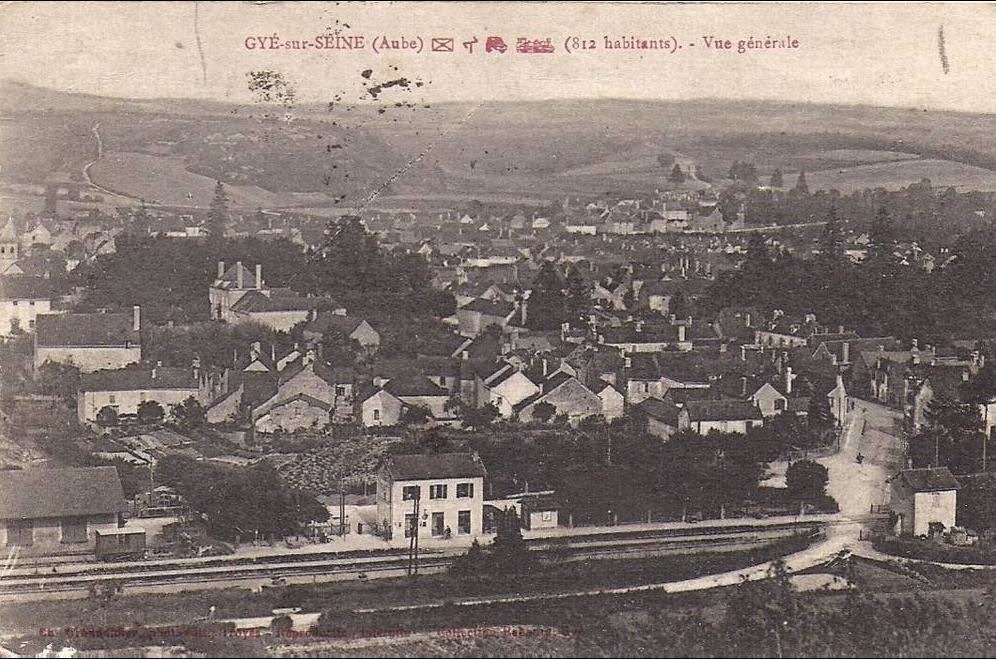
Le village vers 1920. En bas, on distingue la ligne de chemin de fer avec la gare et, à droite, la maison du garde-barrière.

## Politique et administration

### Rattachements administratifs et électoraux

#### Rattachements administratifs
La commune se trouve depuis 1926 dans l'arrondissement de Troyes du département de l'Aube.
APrès avoir été de 1793 à 1801 le chef-lieu d'un éphémèrecanton de Gié sur Seine, elle faisait partie depuis 1802 du canton de Mussy-sur-Seine. Dans le cadre du redécoupage cantonal de 2014 en France, cette circonscription administrative territoriale a disparu, et le canton n'est plus qu'une circonscription électorale.

#### Rattachements électoraux
Pour les élections départementales, la commune fait partie depuis 2014 du canton de Bar-sur-Seine.
Pour l'élection des députés, elle fait partie de la deuxième circonscription de l'Aube.

### Intercommunalité
Gyé-sur-Seine était membre de la communauté de communes du Barséquanais, un établissement public de coopération intercommunale (EPCI) à fiscalité propre créé en 2009 et auquel la commune avait transféré un certain nombre de ses compétences, dans les conditions déterminées par le code général des collectivités territoriales.
Dans le cadre des dispositions de la loi portant nouvelle organisation territoriale de la République du 7 août 2015, qui prévoit que les établissements publics de coopération intercommunale (EPCI) à fiscalité propre doivent avoir un minimum de 15 000 habitants, cette intercommunalité a fusionné avec ses voisines pour former, le 1er janvier 2017, la communauté de communes du Barséquanais en Champagne, dont est désormais membre la commune.

### Liste des maires
| Période                                  | Période                   | Identité          | Étiquette       | Qualité |
| ---------------------------------------- | ------------------------- | ----------------- | --------------- | --- |
| Les données manquantes sont à compléter. |                           |                   |                 | |
|                                          |                           |                   |                 | |
| avant 1857                               |                           | M. Millot-Remy    |                 | |
|                                          |                           |                   |                 | |
| juin 1995                                | 2014                      | Alain Deroin      | UDF puis NC-UDI | Chef d'entreprise Conseiller général de de Mussy-sur-Seine (1985 → 2011) Vice-président du conseil général de l'Aube [Quand ?] |
| 2014                                     | novembre 2022             | Christian Brément | DVG             | Retraité Fonction publique Démissionnaire                                                                                      |
| février 2023                             | En cours (au 5 juin 2024) | Michel Lombart    |                 | Cadre retraité |

## Équipements et services publics

### Espaces publics
Gyé est labellisé Village fleuri avec 2 étoiles.[Quand ?]

### Enseignement
Les enfants de la commune sont scolarisés avec ceux de Neuville-sur-Seine et de Courteron dans le cadre d'un regroupement pédagogique intercommunal

## Population et société

### Démographie
L'évolution du nombre d'habitants est connue à travers les recensements de la population effectués dans la commune depuis 1793. Pour les communes de moins de 10 000 habitants, une enquête de recensement portant sur toute la population est réalisée tous les cinq ans, les populations de référence des années intermédiaires étant quant à elles estimées par interpolation ou extrapolation. Pour la commune, le premier recensement exhaustif entrant dans le cadre du nouveau dispositif a été réalisé en 2006.

En 2022, la commune comptait 464 habitants, en évolution de −6,26 % par rapport à 2016 (Aube : +0,7 %, France hors Mayotte : +2,11 %).
| 1793  | 1800  | 1806  | 1821  | 1831  | 1836  | 1841  | 1846  | 1851  |
| ----- | ----- | ----- | ----- | ----- | ----- | ----- | ----- | ----- |
| 1 212 | 1 243 | 1 293 | 1 243 | 1 324 | 1 280 | 1 237 | 1 274 | 1 237 |

| 1856  | 1861  | 1866  | 1872  | 1876  | 1881  | 1886  | 1891  | 1896  |
| ----- | ----- | ----- | ----- | ----- | ----- | ----- | ----- | ----- |
| 1 123 | 1 161 | 1 189 | 1 196 | 1 116 | 1 085 | 1 096 | 1 063 | 1 025 |

| 1901  | 1906  | 1911 | 1921 | 1926 | 1931 | 1936 | 1946 | 1954 |
| ----- | ----- | ---- | ---- | ---- | ---- | ---- | ---- | ---- |
| 1 056 | 1 014 | 812  | 818  | 824  | 695  | 692  | 553  | 609  |

| 1962 | 1968 | 1975 | 1982 | 1990 | 1999 | 2006 | 2011 | 2016 |
| ---- | ---- | ---- | ---- | ---- | ---- | ---- | ---- | ---- |
| 576  | 513  | 470  | 489  | 485  | 513  | 520  | 516  | 495  |

| 2021 | 2022 | - | - | - | - | - | - | - |
| ---- | ---- | - | - | - | - | - | - | - |
| 470  | 464  | - | - | - | - | - | - | - |

### Manifestations culturelles et festivités
- Salon multicollections, dont la 13e édition s'est tenue en octobre 2023[25]

## Économie
- 15 vignerons-producteurs de champagne
- La société Soler (Carbonex), une bioraffinerie qui produit par pyrolyse biocarbone et de l'électricité en traitant 30 000 tonnes/an de biomasse  et qui génère 40 000 MWh d'énergie pour les communautés locales[26],[27],[28].

## Culture locale et patrimoine

### Lieux et monuments
- La mairie, qui porte la date de sa construction (1815) et ornée d'une horloge[29] ;
- L'église Saint-Germain de Gyé-sur-Seine et son Christ de pitié, à l'extérieur ;
- Chapelle Notre-Dame-de-l’Orme de Gyé-sur-Seine ;
- Ancien pressoir à bras monté sur charriot[29] ;
- Vieilles maisons et passages[29].
- L'ancienne gare, désormais aménagée en salon de coiffure[30]

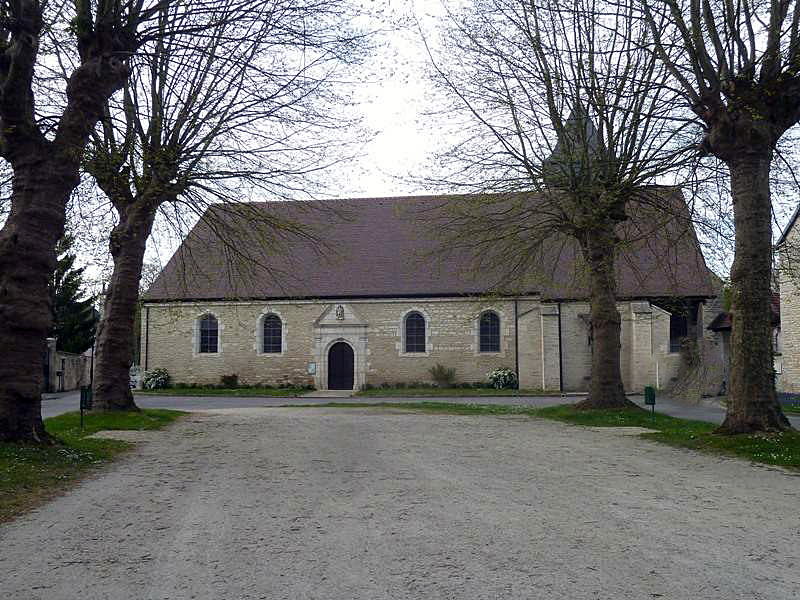
L'église...
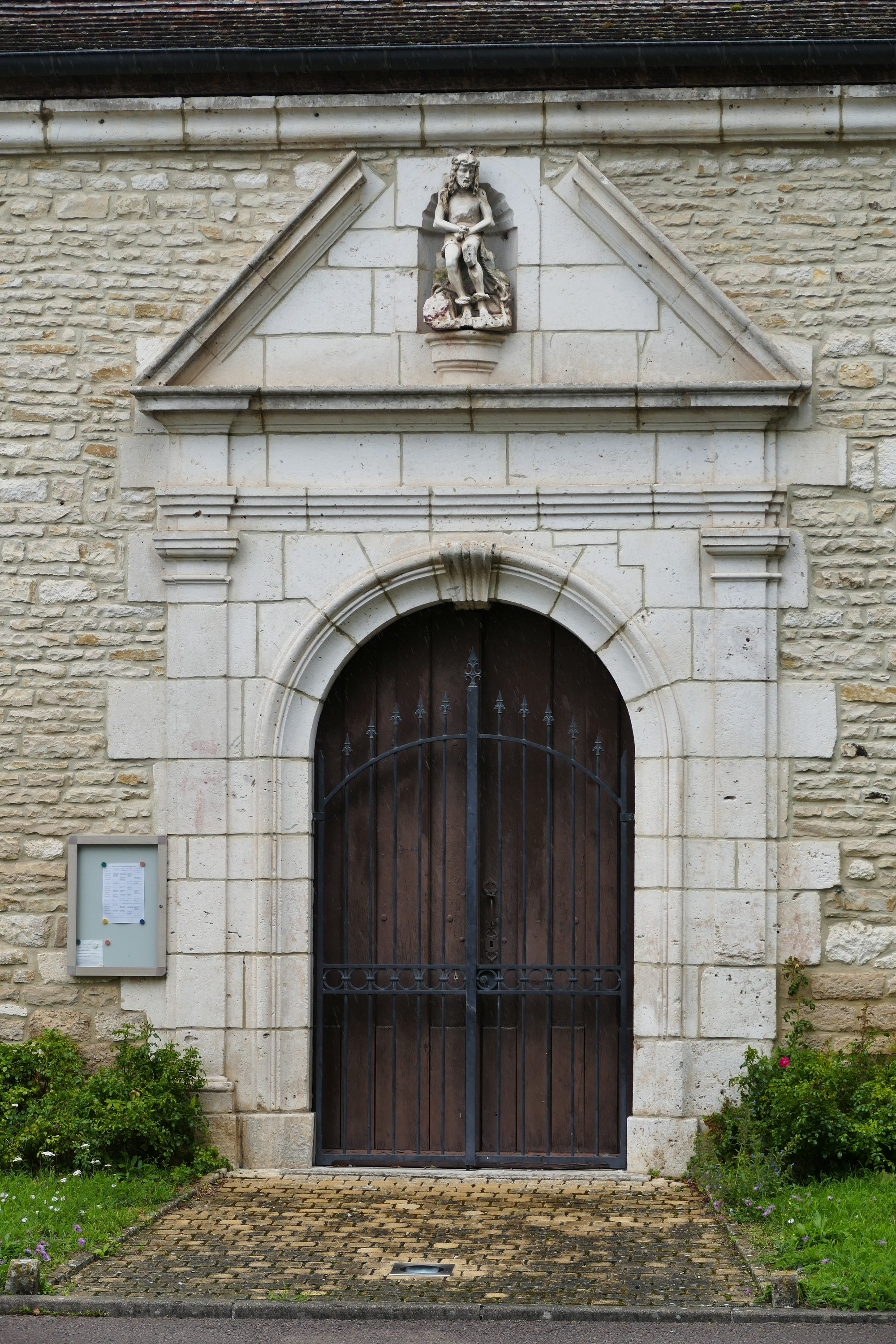
... et son portail.
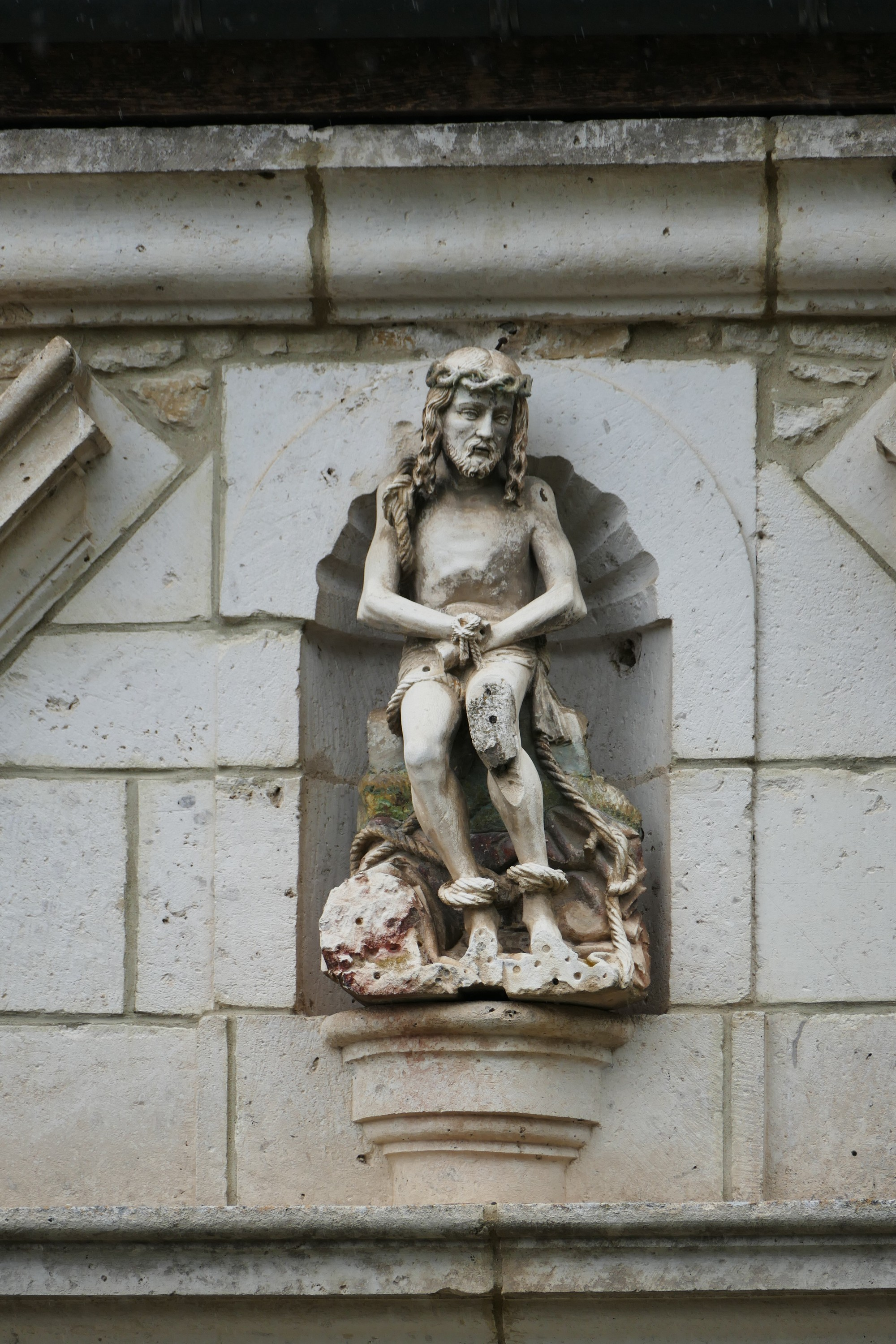
Christ de pitié du portail de l'église.
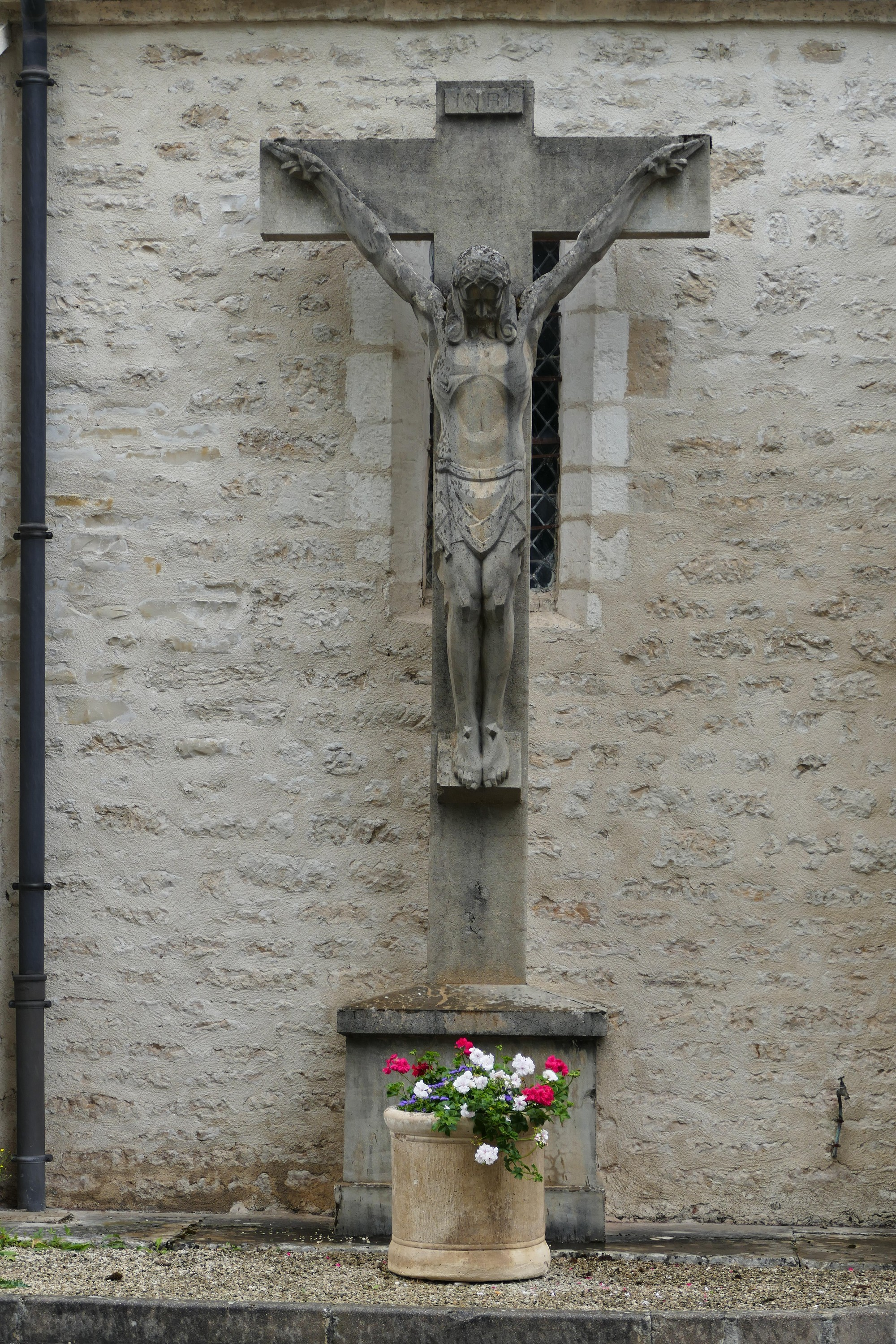
Christ, devant l'église.
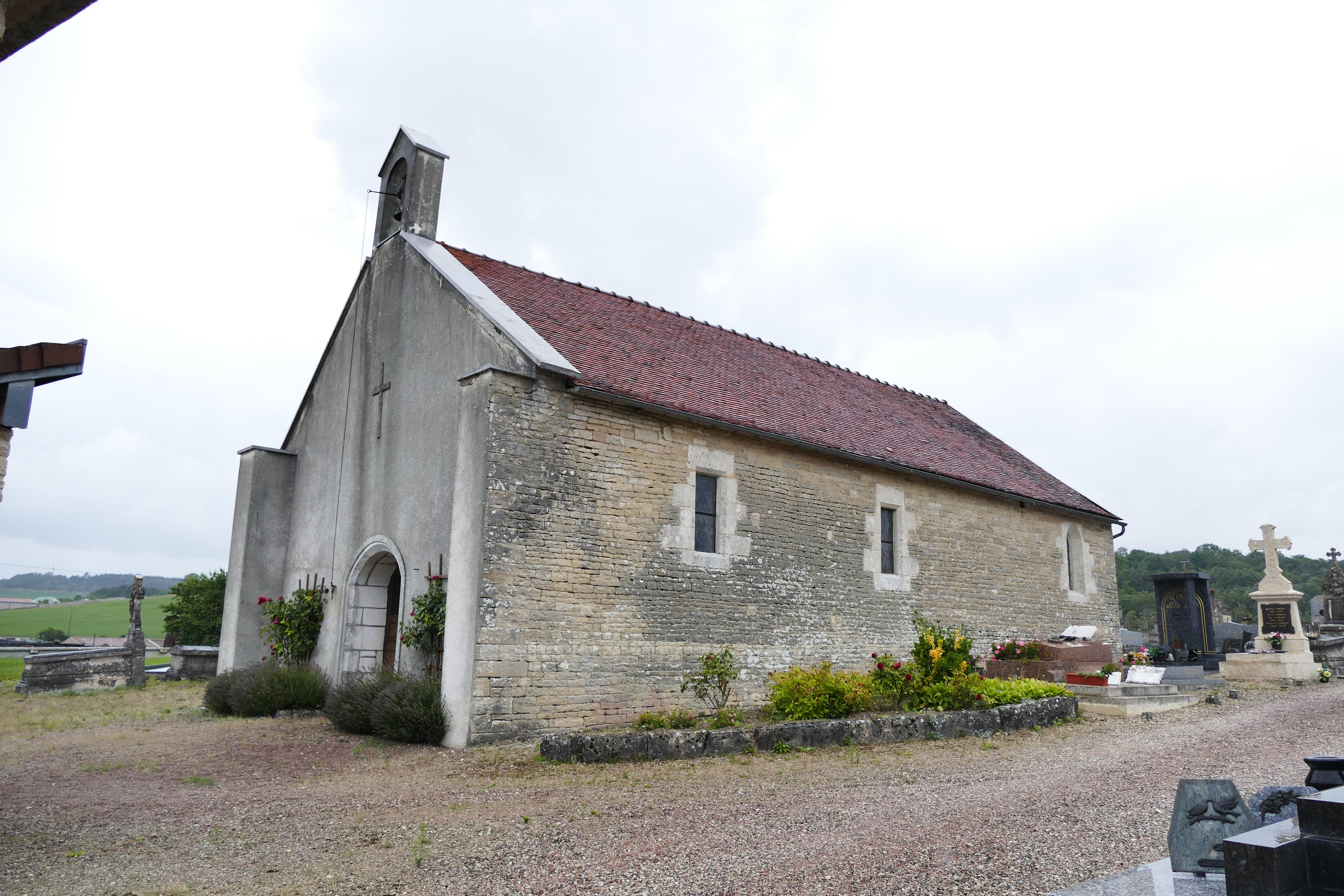
La chapelle Notre-Dame de l'Orme.

### Personnalités liées à la commune
- Pierre de Rohan-Gié (1451-1513), vicomte de Fronsac, devenu seigneur de Gié en 1472, puis maréchal de France (1476), appelé le Maréchal de Gyé.
- Jean-Baptiste Hérard (1755-1834), député de l'Yonne, y est né.
- Jules Guyot (1807-1872), médecin et physicien du XIXe siècle.

## Héraldique
| Blason de Gyé-sur-Seine | Blason  | D'azur à la croix ancrée d'argent, au chef ondé du même chargé des armes de Navarre embrassées de deux ceps de sables taillés Guyot. |
| Blason de Gyé-sur-Seine | Détails | Le statut officiel du blason reste à déterminer.                                                                                     |

## Pour approfondir